# Anatoli Ilich Chaikovski
Anatoli Ilich Chaikovski (del ruso: Анатолий Ильич Чайковский); Alapáyevsk, 1 de mayojul./ 13 de mayo de 1850greg. – San Petersburgo, 20 de enerojul./ 2 de febrero de 1915greg. fue un jurista y gobernante ruso, hermano menor del compositor Piotr Ilich Chaikovski, quien se dirigía a él con el diminutivo afectuoso de Tolia (Толя).
Anatoli fue el quinto hijo del ingeniero de minas Iliá Petróvich Chaikovski, y de Aleksandra Andréyevna, segunda esposa de Iliá y también madre de Piotr. Era hermano gemelo de Modest.
En su juventud recibió clases de violín y se destacó por su afición al teatro. Se graduó en 1869 en la Escuela Imperial de Jurisprudencia de San Petersburgo (en la que también estudiaron sus hermanos Piotr y Modest) e inició una exitosa carrera profesional en el ámbito del Derecho y la administración que se desarrolló en Kiev, Minsk, San Petersburgo, Moscú y Tiflis.
Se casó con Praskovya Konshina en 1882, con quien tuvo una única hija, Tatiana, nacida en 1883, al año siguiente de la boda.
En 1886 fue nombrado fiscal en Tiflis y pronto fue promovido a vicegobernador. En la década de 1890 también tuvo puestos oficiales en Reval y Nizhni Nóvgorod. Finalmente, acabó regresando definitivamente a San Petersburgo en 1897. Murió aquí el 20 de enerojul./ 2 de febrero de 1915greg. y fue enterrado en el cementerio de San Nicolás de San Petersburgo, perteneciente al Monasterio de Alejandro Nevski.

## Obras de Piotr Illich Chaikovski dedicadas a Anatoli
- Seis romances, Op. 38; (1878).